# Associazione Sportiva Sora 1997-1998
Questa voce raccoglie le informazioni riguardanti l'Associazione Sportiva Sora nelle competizioni ufficiali della stagione 1997-1998.

## Rosa
| N. |                   | Ruolo | Calciatore          |
| -- | ----------------- | ----- | ------------------- |
|    | Italia (bandiera) | C     | Vincenzo Bencivenga |
|    | Italia (bandiera) | A     | Luigi Caliano       |
|    | Italia (bandiera) | C     | Marco Capparella    |
|    | Italia (bandiera) | D     | Maurizio Cavallo    |
|    | Italia (bandiera) | D     | Riccardo Contadini  |
|    | Italia (bandiera) | D     | Emilio Coraggio     |
|    | Italia (bandiera) | P     | Domenico Costantini |
|    | Italia (bandiera) | A     | Andrea Damblè       |
|    | Italia (bandiera) | A     | Tommaso De Carolis  |
|    | Italia (bandiera) | D     | Paolo Ferretti      |
|    | Italia (bandiera) | C     | David Fiorentini    |

| N. |                   | Ruolo | Calciatore         |
| -- | ----------------- | ----- | ------------------ |
|    | Italia (bandiera) | C     | Alessandro Manni   |
|    | Italia (bandiera) | A     | Manuel Marcuz      |
|    | Italia (bandiera) | C     | Francesco Miano    |
|    | Italia (bandiera) | D     | Luca Monari        |
|    | Italia (bandiera) | D     | Luca Nardoni       |
|    | Italia (bandiera) | C     | Ivan Omizzolo      |
|    | Italia (bandiera) | C     | Alessio Pieroni    |
|    | Italia (bandiera) | C     | Maurizio Pucci     |
|    | Italia (bandiera) | C     | Morris Manolo Ripa |
|    | Italia (bandiera) | P     | Gabriele Spinetta  |
|    | Italia (bandiera) | D     | Gianluca Zavaglia  |